# Sicko (Film)
Sicko ist ein Dokumentarfilm des US-amerikanischen Regisseurs Michael Moore. Er befasst sich dabei mit den Missständen des US-amerikanischen Gesundheitswesens. Der Film feierte 2007 am Filmfestival in Cannes seine Premiere – zum dritten Mal in Folge für Michael Moore.
Der deutsche Kinostart war am 11. Oktober 2007.

## Zusammenfassung
Sicko beschäftigt sich mit den Problemen des von den Interessen der Krankenversicherungen und Pharmaunternehmen dominierten Gesundheitssystem der Vereinigten Staaten. Die Kernaussage ist dabei, dass eine staatliche Gesundheitsversorgung gegenüber dem gegenwärtigen US-amerikanischen Modell vorzuziehen sei, da dieses nur auf die Profitmaximierung der Versicherungen und Pharmakonzerne abziele.

### Gesundheitswesen der Vereinigten Staaten von Amerika

#### Einzelberichte von Menschen, denen die Behandlung verweigert wurde
Am 3. Februar 2006 forderte Moore die Leser seines Blogs dazu auf, ihm per E-Mail ihre „persönlichen Horrorgeschichten“ aus dem US-Gesundheitswesen zu senden. Innerhalb von 24 Stunden erhielt er 3.700 E-Mails, am Ende der Woche waren es 25.000. Der Film griff unter anderem die folgenden Fälle auf:
- Ein Mann sägte sich mit einer Kreissäge die Spitzen seines Mittel- und Ringfingers an einer Hand ab, als er zu Hause arbeitete. Er hatte keine Versicherung, und ihm standen nur begrenzte finanzielle Mittel zur Verfügung. Er musste sich entscheiden, ob das Krankenhaus den Mittelfinger für 60.000 Dollar oder den Ringfinger für 12.000 Dollar wieder anfügen sollte. Er wählte aus finanziellen Gründen den Ringfinger.[4]
- In einem Fall bewilligte zwar die Versicherungsanstalt Cigna Healthcare ein Cochleaimplantat für ein kleines Mädchen, welches mit einer akuten Hörbehinderung geboren wurde, allerdings nur für das linke Ohr. Cigna argumentierte, dass eine Zwei-Ohr-Operation „experimentell“ sei. Als der Vater Moore seinen Fall berichtete und dies den Versicherer wissen ließ, revidierte dieser seine Entscheidung.[5]
- Eine Frau musste nach einem Autounfall die Fahrt mit dem Krankenwagen bezahlen, weil sie ihrer Versicherungsgesellschaft nicht vor ihrer Bewusstlosigkeit angekündigt hatte, ärztliche Versorgung zu benötigen.[4]
- Auch gezeigt wird die Witwe eines Mannes, der an Nierenkrebs starb, nachdem seine Versicherungsanstalt eine möglicherweise lebensrettende Knochenmarktransplantation abwies.[4]
- Die Versicherungsanstalt einer Frau verweigerte nach einer Operation die Bezahlung, weil die Frau auf ihrem Antragsformular nicht angegeben hatte, dass sie früher einmal eine Pilzinfektion hatte.[4]
- Obdachlose Patienten wurden aus den Krankenhäusern von Los Angeles geworfen, nachdem sie eine medizinische Erstbehandlung erhielten.

#### Berichte aus dem Innern der Versicherungsgesellschaften
Einige ehemalige Angestellten von Versicherungsfirmen werden befragt und beschreiben die zwielichtigen Praktiken ihrer ehemaligen Arbeitgeber. Je mehr Patienten die Ärzte abweisen, desto besser sei auch ihre Reputation.
Eine Szene zeigt einen Ausschnitt einer Rede vor einem Kongress im Jahr 1996. Dr. Linda Peeno, eine frühere Angestellte der Versicherung Humana Inc., sagt, ihre primäre Aufgabe habe darin bestanden, dem Unternehmen Geld zu sparen. „Ich verweigerte einem Mann die notwendige Operation“, sagte sie, beziehend auf eine Entscheidung, die sie 1987 fällte. Laut einem Artikel in der New York Times wurde ihre Aussage „breit nacherzählt über all die Jahre“. Laut einem Sprecher von Humana handelte der Fall von der Frage, ob ein Mann eine Versicherung hatte, die eine Herztransplantation einschließe, und Peeno sei korrekterweise zum Schluss gekommen, dass die Versicherungsanstalt die Behandlung nicht bezahlen müsse.
Im Film wird auch Lee Einer interviewt, dessen Job bei einer der großen Versicherungsanstalten (im Film nicht namentlich genannt) es war, Versicherungsanträge nachträglich zu untersuchen. Einers Aufgabe war es, große Forderungen durchzugehen, um für versteckte Vorerkrankungen Belege zu finden. Er sagt, es sei irrelevant gewesen, ob der Antragsteller Täuschung beabsichtigte oder nicht, denn die Firma wollte nur Ausreden haben, mit welchen man das „Bezahlen von Forderungen vermeiden konnte“.

#### Lobbyisten und Politiker in Washington
Der Film beschreibt auch die Verbindung zwischen Lobbygruppen wie der PhRMA, dem größten und einflussreichsten Lobbyistenblock in Washington, D.C., und politischen Gruppen. Hillary Clinton sei demnach die zweitgrößte Empfängerin von Wahlkampfspenden der Gesundheitsindustrie. Clintons Freund Harvey Weinstein, dessen Firma die Finanzierung des Films übernahm, bat ihn, die Szene aus dem Film zu entfernen, was Moore allerdings ablehnte.

### Gesundheitssysteme anderer Länder
Das US-amerikanische System wird zunächst mit dem kanadischen, dem des Vereinigten Königreichs und mit dem Frankreichs verglichen. Besonders das letztgenannte hat eine umfassende und kostenlose Gesundheitsversorgung für seine Bürger. Es folgt ein Interview mit Tony Benn, dem seit Jahrzehnten bekanntesten britischen Sozialpolitiker, der auf seinen Erbtitel „Lord Stansgate“ verzichtet hatte, und Amerikanern, welche in diesen Ländern leben.
Moore fährt auch bei einem französischen 24-Stunden-Hausbesuch-Service mit, genannt „SOS Médecins“, wo Ärzte ihre Patienten zu Hause besuchen. Der Arzt fährt in der Nacht in Paris herum und nimmt „Bestellungen“ entgegen wie ein Taxifahrer. Moore findet heraus, dass die französische Regierung für Mütter mit kleinen Kindern Helfer bereitstellt, welche für diese alltägliche Hausarbeiten erledigen.
Einige freiwillige Rettungskräfte, welche während der Terroranschläge am 11. September 2001 Rettungsarbeit leisteten und in Folge an einer Reihe von medizinischen Problemen erkrankten, werden interviewt. Die Regierung weigert sich, die Behandlungskosten für die dadurch ausgelösten Krankheiten zu übernehmen, da sie nur als Freiwillige an den Aufräumarbeiten beteiligt waren.
Da die US-Regierung behauptet, die volle medizinische Behandlung für die angeblichen „feindlichen Kämpfer“ im Gefangenenlager der Guantanamo Bay Naval Base zu gewährleisten, chartert Moore drei Boote und fährt mit den erkrankten Freiwilligen sowie einigen anderen zuvor im Film vorgestellten Kranken von Miami nach Kuba. Dort verlangt er vor dem Lager Guantanamo per Megafon die Behandlung der Helfer nach den gleichen Standards wie für die Insassen des Lagers. Als keine Antwort erfolgt, sondern eine Sirene eingeschaltet wird, verlassen Moore und seine Begleiter die Bucht.
Die Gruppe fährt weiter nach Havanna, wo sie eine kostenlose medizinische Behandlung erhalten. Moore interviewt auch die Tochter von Che Guevara, eine Kinderärztin. So stellte sich heraus, dass ein Asthmaspray in den USA 120 Dollar kostet, dieses jedoch in Kuba in der Apotheke für 5 Cent zu bekommen ist.
Am Ende des Films gibt Moore ein Beispiel für „Rücksicht aufeinander nehmen, egal was für Unterschiede auch bestehen mögen“. Der Betreiber der größten Anti-Moore-Webseite hatte bekannt gegeben, sein Angebot zu schließen, da seine Frau erkrankt sei und er sich sonst die Behandlung nicht leisten könne. Moore sandte ihm daraufhin einen Scheck in Höhe von 12.000 US-Dollar zu.

## Kritiken

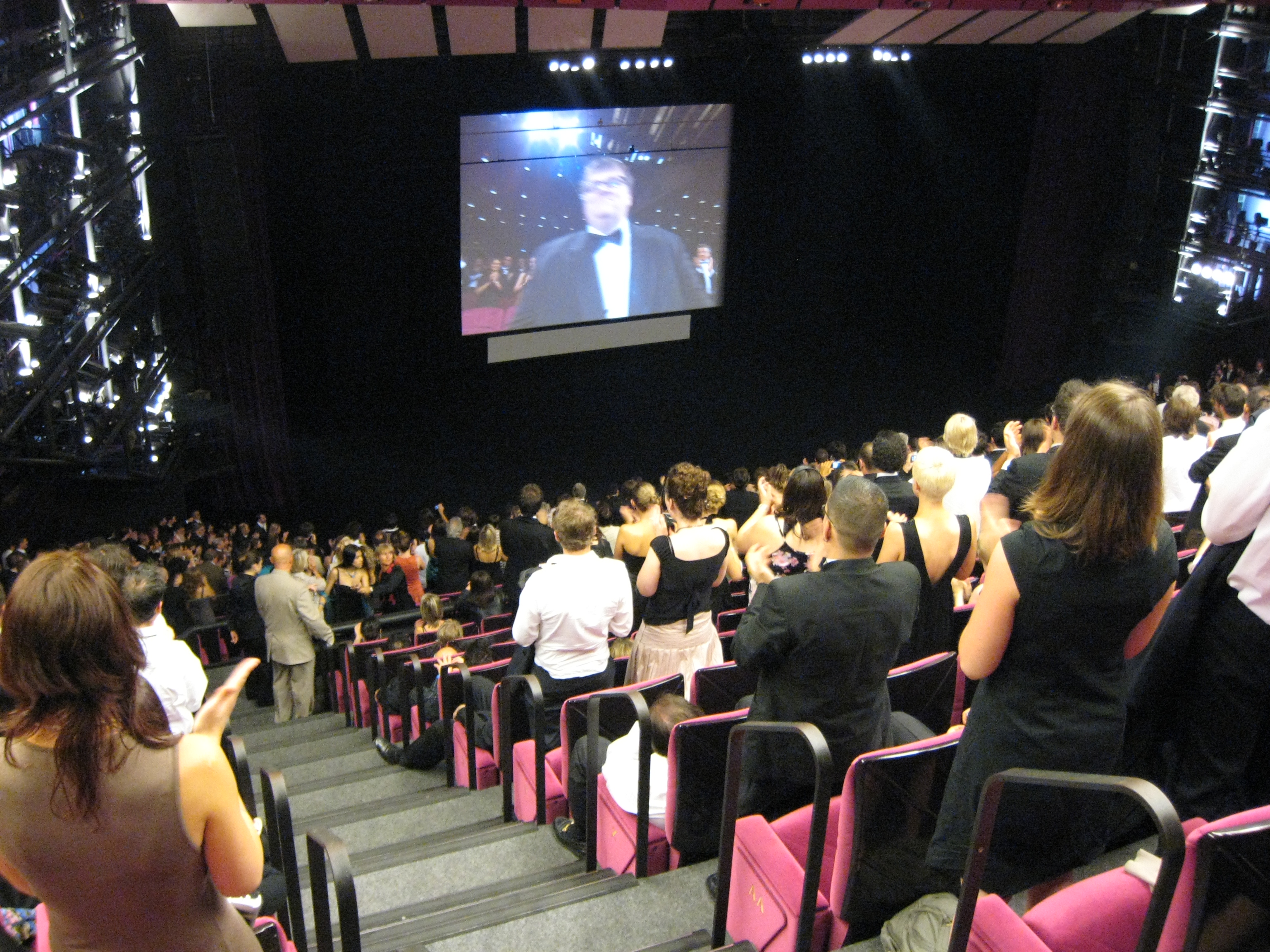
Sicko erhält begeisterten Applaus beim Cannes Film Festival

Der Film hat viele positive Kritiken erhalten. Nach der Präsentation des Films am Cannes Film Festival beschrieb Variety Sicko als „eine ergreifende und unterhaltsame Analyse der amerikanischen Gesundheitsindustrie“, folglich könne er sich international gut einspielen. Moore wurde trotzdem zitiert mit: „Ich weiß um den Sturm, der mich, wenn ich in die Vereinigten Staaten zurückkehre, erwartet.“
Roger Friedman, der den Film für Fox News bewertete, schrieb: „Filmemacher Michael Moores brillanter und erhebender neuer Dokumentarfilm, ‚Sicko‘, handelt sowohl von realen als auch von wahrgenommenen Fehlern des US-amerikanischen Gesundheitssystems. Dieses Mal scheint der umstrittene Dokumentarfilmer wirklich dem Thema das Reden zu überlassen, und zeigt damit eine neue Reife.“
Die nordamerikanische Premiere von Sicko wurde am 8. Juni 2007 in London (Ontario) abgehalten, im Silver City Kino im Masonville Place – in Anwesenheit von Moore. Sicko zeigt Patienten aus der Gegend von London, Ontario.
Sicko erhielt auf Rotten Tomatoes ein positives Rating von 93 %. Der allgemeine Konsens über Sicko beschreibt, dass der Film „verheerend, überzeugend und überaus unterhaltsam“ sei.

## Urheberrechtswidrige Kopien und Einspielergebnisse
Obwohl der Kinostart des Films mit 29. Juni 2007 festgelegt wurde, konnte man den Film bereits in der ersten Junihälfte 2007 über Tauschbörsen im Internet herunterladen. Moore, der vorher seine Unterstützung für Internet-Downloads gab, sagte aus, dass er den Film jedoch nicht selbst im Internet veröffentlicht habe. Eine Untersuchung ist hinsichtlich der Quelle des Videos im Internet abgehalten worden.
Trotz der nicht gestatteten Vorabveröffentlichung machte der Film beachtliche Umsätze an den Kinokassen: Obwohl nur 441 Kinos den Film in der ersten Woche zeigten, schaffte er es auf Platz 9 der Wochencharts. Die Einnahmen pro Kino lagen durchschnittlich bei 10.204 Dollar. Übertroffen wurde dieser Umsatz in diesem Zeitraum nur von Pixars Ratatouille, das pro Kino 11.987 Dollar einspielte.
Die Gesamteinspielergebnisse von Sicko betrugen rund 36 Millionen US-Dollar. Davon wurden 24,5 Millionen US-Dollar in den Vereinigten Staaten selbst eingenommen. Die Produktionskosten hatten etwa neun Millionen Dollar betragen.

## Auszeichnungen
- 2007: Australian Film Critics Association 2007 Film Award für die beste Dokumentation.
- 2008: Nominierung für den Academy Award of Merit (Oscar) in der Kategorie "Bester Dokumentarfilm"
- 2008: Broadcast Film Critics Association Awards als bester Dokumentarfilm